# 4 janvier 1800
Le 4 janvier 1800 est le 4e jour de l'année 1800 du calendrier grégorien. Il s'agit d'un samedi.

## Évènements
- Nomination de Antoine Jacques Claude Joseph Boulay de la Meurthe comme président de la section de législation au conseil d'État[1].

## Naissances
- Charles Baillie-Hamilton (en), politicien tory britannique[2],[3], né à Hutton Rudby, district d'Hambleton, Yorkshire du Nord en Angleterre[4].
- Martha Christina Tiahahu, guerrière moluquoise pour l’indépendance de l’Indonésie[5].

## Décès
- Giovanni Battista Mancini (it), castrat soprano italien[6].

## Art et culture
- Première représentation du vaudeville Le Carrosse espagnol, ou Pourquoi faire ?, au Théâtre du Vaudeville[7].